# FAKE FACE/白い街
「FAKE FACE／白い街」(フェイク・フェイス／しろいまち)はZweiの5枚目のシングル。

## 内容
「FAKE FACE」はTBS系『COUNT DOWN TV』11月度エンディング・テーマで、「白い街」は「さっぽろホワイトイルミネーション」イメージソング。バップ在籍ラスト及び2枚目のアルバム『Z（ゼータ）』先行シングル。

## 収録曲
1. FAKE FACE
作詞：前田たかひろ 作曲・編曲：大島こうすけ
2. 白い街
作詞：園田凌士　作曲・編曲：大島こうすけ
3. FAKE FACE(inst.)